# Il coyote
Il coyote (El coyote) è un film del 1955 diretto da Joaquín Luis Romero Marchent. 
Il film ha avuto il sequel La giustizia del coyote del 1956.

## Trama
1848. Negli Stati Uniti, in California, gli ispanici sono stati discriminati dagli Yankees. Ma per porre fine agli abusi César de Echagüe ordina al figlio di riprendere gli studi in Europa, ma non è come sembra.